# DJみそしるとMCごはん
DJみそしるとMCごはん（ディージェイみそしるとエムシーごはん、1989年10月25日 - ）は、日本のミュージシャン、ヒップホップMC。ソロアーティストである。静岡県御殿場市出身。ソニー・ミュージックアーティスツ所属。レーベルはKi/oon Music。

## 来歴
- 2012年3月、女子栄養大学の卒業研究として[5] 、「DJみそしるとMCごはん -くいしんぼうHIPHOPー」を発表。紙やWebのレシピでは台所で使用する際に不便なことが多いので、「歌って覚えられるレシピ」というコンセプトのもと、制作。
- 2012年8月、YouTubeにアップされていた卒業研究が関係者の目に留まり、音楽配信サイトOTOTOYより『Mother's Food』を配信。配信価格は、その楽曲のテーマとなっている料理の材料費に準じて設定[6]。同月、初ライブも行う。
- 2012年10月、DJ PATCH ＆ MC MACHINE（DJパッチとMCミシン）名義で、ファッションブランドTHEATRE PRODUCTSのショー音楽として、洋服の作り方をラップで歌った楽曲を発表[7]。
- 2012年12月、京都造形芸術大学にてワークショップを開催。工房での溶接作業の工程をラップにする[8]。
- 2013年5月、Computer Magicの来日公演をサポート。
- 2013年7月、ウルトラ特殊パッケージ盤『Mother's Food』を3000枚限定でリリース。パッケージは本人や友人たちによる手作りで製作され、即完売。同月、FUJI ROCK FESTIVAL2013に出演決定するも、開始1時間前に雷雨によりステージ中止。
- 2013年8月29日、焼き肉の日に、「DＪみそしるとMCごはんより、焼き肉の日のご報告」と題した29秒の動画をYouTubeに公開し、「冬ぐらいにKi/oon Musicからメジャーデビュー」することを発表。
- 2013年11月、メジャーデビュー作『おりおりのおりょうり〜X'mas〜』をリリース。マスタリングは、砂原良徳[9]。
- 2014年3月、NHK Eテレにて、本人が制作する音楽×料理番組ごちそんぐDJの春Ver.の放送を開始。
- 2014年6月、BBC主催のサッカーワールドカップ×ヒップホップ企画の日本代表に選出され、楽曲「RICE BALL」を発表[10]。
- 2014年7月、FUJI ROCK FESTIVALに出演し、昨年のリベンジを果たす。同月、ごちそんぐDJ夏Ver.の放送を開始。
- 2014年10月、きゅうりのキューちゃんとのコラボレーションによるファーストシングル「OPQ EP」をリリース。同月、ごちそんぐDJ秋 Ver.の放送を開始。
- 2020年1月8日、自身のSNSアカウントで結婚したことを発表した[11][12][13]
- 2022年12月、第一子となる長男を出産[14]。

## 人物
静岡県御殿場市出身。女子栄養大学栄養学部食文化栄養学科卒業。
「おいしいものは人類の奇跡だ！」をモットーに、作詞・作曲、MUSIC VIDEO制作、アートワークなどを自ら手掛けることが多い。
略称として、おみそはん、みそしるごはん、DMMGなどが用いられる。

## ディスコグラフィ

### アルバム/ミニアルバム
|     | 発売日         | タイトル                       | 規格品番                                           | 収録曲 | 備考 |
| --- | -------------- | ------------------------------ | -------------------------------------------------- | --- | --- |
| 1st | 2013年7月24日  | Mother's Food                  | ERCD-20001                                         | 1. スクランブルエッグ 2. 白和え 3. 牛乳かん 4. ピーマンの肉詰め 5. マカロニグラタン 6. 大学芋 作詞作曲:DJみそしるとMCごはん | EMISSION ENTERTAINMENT 手作りによる、ウルトラ特殊パッケージ仕様。3000枚限定。 オリコン最高114位、登場回数2回 |
| 2nd | 2013年11月27日 | おりおりのおりょうり 〜X'mas〜 | KSCL-2340:初回生産限定盤 KSCL-2342:通常盤          | 1. はじめに（11月・12月） [3:21] 【作詞作曲:DJみそしるとMCごはん】 2. ショートケーキ [4:41] 【作詞作曲:DJみそしるとMCごはん】 3. ローストチキン - Thanks to “Sunday People” - [2:46] 【作詞:DJみそしるとMCごはん,Junji Ishiwatari/作曲:DJみそしるとMCごはん,Koji Nakamura】 4. おわりに（12月26日） [3:57] | オリコン最高212位(シングル扱い)                                                                              |
| 3rd | 2015年4月22日  | ジャスタジスイ                 | KSCL-2418                                          | 1. ジャスタジスイ [5:11] 【作詞作曲:DJみそしるとMCごはん,片想い/編曲:片想い】 2. 缶詰ロワイヤル [2:09] 【作詞作曲編曲:DJみそしるとMCごはん】 3. のり弁 [3:27] 【作詞作曲編曲:DJみそしるとMCごはん】 4. あんかけ炊炒飯 feat.夢眠ねむ [3:53] 【作詞作曲編曲:DJみそしるとMCごはん】 5. 凍狂まんじゅう [2:39] 【作詞作曲編曲:DJみそしるとMCごはん】 6. 家庭サイエンス [1:50] 【作詞作曲編曲:DJみそしるとMCごはん】 7. あの素晴しい味をもう一度 [3:14] 【作詞:DJみそしるとMCごはん,北山修/作曲:加藤和彦/編曲:SHINCO】                            | オリコン最高61位、登場回数3回                                                                                |
| 4th | 2016年7月27日  | 味の向こう側 〜入り口〜        | KSCL-2746, 2747：初回生産限定盤 KSCL-2748：通常盤  | 1. ゴショータイ・ラップ [1:17] 【作詞・作曲・編曲：DJみそしるとMCごはん】 2. ママのバーガー [2:38]【作詞・作曲・編曲：DJみそしるとMCごはん】 3. あいつうまそう [3:46]【作詞：DJみそしるとMCごはん/作曲：土田伸二, DJみそしるとMCごはん/編曲：TSUTCHIE】 4. 食いモンドウ (苦手編) [5:34]【作詞・作曲・編曲：DJみそしるとMCごはん】 5. The Gang Eat More [2:33]【作詞：DJみそしるとMCごはん/作曲：藤原大輔, DJみそしるとMCごはん/編曲：藤原大輔】 6. 夏とセンパイなんです [4:47]【作詞：かせきさいだぁ/作曲：岡本真夜, DJみそしるとMCごはん】 | オリコン最高100位                                                                                            |
| 5th | 2017年3月29日  | ごちそんぐDJの音楽             | KSCL-2895                                          | 1. ごちそんぐDJ オープニング 2. アスパラのベーコン巻き 3. フィフティー餃子 4. エビチリ 5. ポテサマ 6. もうひとつのアップルパイ 7. 栗おこわ 8. みそ漬け 9. パンプキンぜんざい 10. ティラミス 11. アイスクリーム 12. ローストビーフ meat.ZEN-LA-ROCK 13. けんちん汁 14. ブリ照り 15. のりの佃煮 16. 朝焼けと夕焼けのジンジャーエール 17. 柿蜜生姜 18. QQ団子 19. とりのから揚げ 20. たのしいのりまき | オリコン最高148位                                                                                            |
| 6th | 2017年10月25日 | コメニケーション               | KSCL-2972、KSCL-2973：初回限定盤 KSCL-2974：通常盤 | 1. ライスマイル r.t.m. 杉並児童合唱団 2. 恋はコメ色 r.t.m. Homecomings 3. おにぎりはお守り r.t.m. 関取花 4. 米夢☆米舞 r.t.m. ONIGAWARA 5. ライスッス r.t.m. ケロポンズ 6. CITY RiCE r.t.m. mabanua 7. わたし、ごはん r.t.m. SHINCO(スチャダラパー) 8. どんまい r.t.m. 米米CLUB | オリコン最高162位                                                                                            |
| 7th | 2018年7月25日  | エプロンボーイのさしすせそ     | KSCL-3069                                          | 1. エプロンボーイ 2. 味つけれんじゃー! さしすせそ 3. 甘辛MCバトル～たまごやき編～ 4. スプーンガールのマイカレー feat.Negicco 5. 涙の塩バニラ 6. だんらんらん | オリコン最高210位                                                                                            |

### シングル
|     | 発売日        | タイトル                   | 規格品番                                                    | 収録曲 | 備考              |
| --- | ------------- | -------------------------- | ----------------------------------------------------------- | --- | ----------------- |
| 1st | 2014年10月1日 | OPQ EP                     | KSCL-2482:キューちゃん盤（期間生産限定盤） KSCL-2481:通常盤 | 1. おまんじゅう [3:05] 2. PIZZA [3:21] 3. きゅうりのキューちゃん [3:44] 作詞作曲編曲:DJみそしるとMCごはん | オリコン最高137位 |
| 2nd | 2015年9月30日 | THIS IS ISETAN UNDERGROUND | KSCL-2616                                                   | 1. THIS IS ISETAN UNDERGROUND [3:36]（作詞作曲:DJみそしるとMCごはん、編曲:松田"chabe"岳二）               |                   |

### 配信
- SPAM(R)おいしソング（2015年9月30日）
- かごしまフィーバー（2015年9月30日）
- エプロンボーイ (Anime ver.)（2018年2月1日）
- エプロンボーイ（2018年3月1日）
- みよこえかきうた（2019年12月25日）

### 未発売曲
- ２９の日！！

### 参加作品
- ジャスタジスイ / DJ みそしるとMCごはん（2021年4月21日） - 片想いのアルバム『B my Baby』に収録。
- ジャスタジスイ / DJ みそしるとMCごはん（2023年06月07日） - 片想いの2枚組アナログ盤『B my Baby』に収録。

### 映像作品
- ごちそんぐDJ VOL.1（2016年7月27日）
- ごちそんぐDJ Vol.2（2017年10月25日）

## ごちそんぐDJ
2014年3月からNHK Eテレの『ごちそんぐDJ』に出演。開始当初は季節ごとに放送されていた不定期番組であった。2015年3月30日からレギュラー放送。2015年度は毎週月曜19時50分〜／23時50分〜（1日2回放送）。2016年度からは毎週火曜19時50分〜／毎週月曜23時50分〜。

### 概要
若者たちに手作りごはんの楽しみを伝える、「音楽×料理」という新感覚料理番組。テーマとなる料理に合わせた音楽とMUSIC VIDEOを制作し、毎回異なる企画と併せて放送。
2016年、「のりまき」の回（2015年4月27日放送）が、アメリカ国際フィルム・ビデオ祭の「教育部門：プリスクール/幼稚園カテゴリー」にて最優秀賞にあたるゴールドカメラ賞を受賞。

### ゲスト出演者
- 玉袋筋太郎（浅草キッド） - 春Ver.「みそしる」の回
- バイきんぐ（声のみ）- 春Ver.「BENTO」の回
- Bose（スチャダラパー） - 夏Ver.「今日の冷蔵庫～アドリブクッキング～」の回
- ベリッシモ・フランチェスコ - 冬Ver.「パスタ」の回
- 植松哲平 - 夏Ver.「アイスクリーム」の回、秋Ver.「ハヤシライス」の回。ライス戦隊ゴハンジャーの半ライスホワイト役。秋Ver. 「ローストビーフ」の回。
- SU（RIP SLYME） - 秋Ver. 「ハヤシライス」の回。ライス戦隊ゴハンジャーのオムライスレッド役。秋Ver. 「ローストビーフ」の回。
- 鎮座DOPENESS - 秋Ver. 「ハヤシライス」の回。ライス戦隊ゴハンジャーのタコライスグリーン役。秋Ver. 「ローストビーフ」の回。
- ZEN-LA-ROCK - 秋Ver. 「ハヤシライス」の回。ライス戦隊ゴハンジャーのカレーライスイエロー役。秋Ver. 「ローストビーフ」の回。
- 徳田章（NHKアナウンサー） - 秋Ver. 「ティラミス」の回。
- 西原有紀 - 秋Ver. 「栗おこわ」の回
- 井上涼 - 夏Ver.「オペレッタ　必食料理人」玲瓏豆腐(こおりどうふ)の回、姉妹の姉役。夏Ver.「成金のたまご飯」の回。秋Ver.「リコッタチーズ」の回、ミルク姉妹の姉リコッタ役。
- ハリー杉山 - 秋Ver. 「QQだんご」の回。
- AFRA - 秋Ver. 「ローストビーフ」の回。
- クロちゃん（安田大サーカス） - 秋Ver. 「マグマピザ」の回。

## ミュージックビデオ
| [監督]                             | 曲名                                             |
| 井上涼                             | 「きゅうりのキューちゃん」                       |
| DJみそしるとMCごはん               | 「ショートケーキ」                               |
| DJみそしるとMCごはんとおんなこども | 「ローストチキン - Thanks to “Sunday People” -」 |
| 山本ヨシヒコ                       | 「ジャスタジスイ」                               |

## 主なライブ
- 2013年05月25日 - Shimokitazawa SOUND CRUISING 2013
- 2013年06月22日 - YATSUI FESTIVAL! 2013
- 2013年07月27日 - FUJI ROCK FESTIVAL '13
- 2013年10月12日 - MINAMI WHEEL 2013
- 2013年10月19日 - シブカル祭。2013
- 2013年12月29日 - 年末調整GIG 2013
- 2014年02月01日 - BAYCAMP 201402
- 2014年03月21日 - ピエール中野主催 ピエールナイト
- 2014年04月26日 - ARABAKI ROCK FEST.14
- 2014年06月08日 - SAKAE SP-RING 2014
- 2014年06月21日 - YATSUI FESTIVAL! 2014
- 2014年07月20日 - GFB'14
- 2014年07月25日 - FUJI ROCK FESTIVAL '14
- 2014年08月15日 - RISING SUN ROCK FESTIVAL 2014 in EZO
- 2014年09月21日 - 加賀温泉郷フェス 2014
- 2014年09月23日 - SEA SIDE HEAVEN ～中華街ふらりツアー!!2014～
- 2014年10月12日 - STARS ON 14
- 2014年10月19日 - 街でタイコクラブ
- 2014年10月25日 - BOROFESTA 2014
- 2014年12月31日 - EX THEATER TV Presents COUNTDOWN EX 2014 to 2015
- 2015年05月17日 - 第4回パンダ音楽祭
- 2015年06月08日 - オトナの!フェスNEXT OTO-NANO FES!NEXT
- 2015年06月20日 - YATSUI FESTIVAL! 2015
- 2015年08月08日 - ROCK IN JAPAN FESTIVAL 2015
- 2015年08月09日 - TAKENOKO!!! -お台場夢大陸 SPECIAL-
- 2015年08月22日 - SMAキッズプロジェクト ファミリーフェスタ2015
- 2015年09月19日 - 多摩1キロフェス 2015
- 2015年11月15日 - Ki/oon Music presents / SLASH /

## 出演

### テレビ
- ごちそんぐDJ （不定期：2014年3月28・29・30日、2014年7月20日・21日、2014年10月9日・12日・13日 / レギュラー：2015年3月30日～、NHK Eテレ）
- びじゅチューン! （2015年7月19日・27日、11月8日、2016年8月7日、2019年5月19日、2021年12月28日、NHK Eテレ） ゲスト出演、コラボ。不定期出演。
- Fresh Faces 〜アタラシイヒト〜（2016年2月13日、BS朝日）
- スタジオパークからこんにちは （2016年5月30日、NHK総合）
- ABUアジア子どもドラマシリーズ2016 （2016年7月25日・26日・27日・28日・29日、NHK Eテレ） 案内役
- タモリ倶楽部 「はなっこりー、京ラフラン…今!日本の農業界では掛け合わせで生まれたハーフ野菜が続々登場!ハーフ野菜料理にも挑戦する!」回、ゲスト出演 (2017年4月28日 テレビ朝日)
- リモートシェフ（2021年11月21日 BSフジ、2023年9月6日 フジテレビ）調理担当

### CM
- Google Android（2015年）
- 御菓子御殿「紅いもタルト」

### インタビュー
- The Japan Times(2013年7月)
- ナタリー(2013年11月)
- Fashionsnap.com(2013年12月)
- ジセダイ(2014年6月)
- ほぼ日刊イトイ新聞 安藤裕子＋DJみそしるとMCごはん＋峯田和伸 人見知りたちの座談会。（2016年３月）